# Sensila

Cutícula dos artrópodes, na qual se observa uma sensila (8-11); 8 e 9: células associadas; 10: terminação nervosa; 11: elemento cuticular
A: Cutícula e epiderme; B: Detalhe da epicutícula. 1: Epicutícula; 1a: Cimento; 1b: Ceras; 1c: Epicutícula externa; 1d: Epicutícula interna. 2: Exocutícula; 3: Endocutícula; 2+3: Procutícula; 4: Epitélio; 5: Lamina basal; 6: Célula epitelial; 6a: Canal poroso; 7: Célula glandular; 8: Célula tricógena; 9: Célula tormógena; 10: Terminação nervosa; 11: Pelo sensorial; 12: Pelo; 13: Poro glandular.

Sensilas (em latim: sensillum; pl. sensilla) são órgãos sensitivos de constituição rudimentar dos artrópodes, protuberante na cutícula, por vezes também dentro ou debaixo dela. As sensilas são responsáveis pela recepção de estímulos mecânicos (amplamente distribuídos pelo corpo). Uma sensila é essencialmente constituída por uma parte articular externa, com aspectos variados, uma célula, que por sua vez está em ligação com o sistema nervoso. Constituem a base estrutural de todos os órgãos sensoriais deste filo animal. Encontram-se associadas ao sistema tegumentar, uma vez que são de origem ectodérmica.
Um recente estudo identificou que serpentes aquáticas desenvolveram sensilas especiais que confere a elas a habilidade de sentir vibrações.